# Bavayia goroensis
Bavayia goroensis е вид влечуго от семейство Diplodactylidae. Видът е застрашен от изчезване.

## Разпространение
Разпространен е в Нова Каледония.

## Описание
Популацията на вида е намаляваща.